# GREEK〜ときめき★キャンパスライフ
『GREEK〜ときめき★キャンパスライフ』（原題：GRΣΣK）は、アメリカ合衆国のテレビドラマ。日本では過去にFOXライフで放送されていた。

## 概要
サイプラス・ロードス大学にあるフラタニティとソロリティ（友愛会）を舞台としたコメディドラマ。

## 登場人物

### 主要人物
ラスティ・カートライト
演：ヤコブ・ザッカー
サイプラス・ロードス大学の新入生。かつてはオタクだったが、そのイメージを払拭しようとフラタニティ"カパ・タウ"へ入会した。
ケイシー・カートライト
演：スペンサー・グラマー
ラスティの姉で、ソロリティ"ゼータ・ベータ"の次期会長を目指そうと奮闘している。
かつてはキャピーと付き合っていたが、現在はエヴァンと付き合っている。
キャピー
演：スコット・マイケル・フォスター
"カパ・タウ"会長。
エヴァン・チェンバース
演：ジェイク・マクドーマン
"カパ・タウ"と対立関係にあるフラタニティ"オメガ・カイ"の会長。
カルヴィン・オーウェンズ
演：ポール・ジェームズ
ラスティの友人だが、"オメガ・カイ"に入会。
デール
演： クラーク・デューク
ラスティと同じ部屋の学生である、敬虔なクリスチャン。
アシュリー・ハワード
演：アンバー・スティーヴンス
レベッカ・ローガン
演：ディルシャッド・ヴァザリア
フラニー・モーガン
演： ティファニー・デュポン